# Raiffeisen Zentralbank Österreich
Die Raiffeisen Zentralbank Österreich AG (RZB) war bis 2017 das Spitzeninstitut der österreichischen Raiffeisen Bankengruppe (RBG). Sie fungierte zudem als zentrale Holdinggesellschaft der RZB-Gruppe für in- wie ausländische Tochtergesellschaften. Die größte ihrer Beteiligungen war die börsennotierte Raiffeisen Bank International AG (RBI) mit ihrem internationalen Bankennetzwerk mit Schwerpunkt in Zentral- und Osteuropa (CEE).
Im Jahr 2016 wurde beschlossen, die RZB und die RBI zu fusionieren. Nach der im März 2017 erfolgten Verschmelzung firmiert das Unternehmen seither als Raiffeisen Bank International AG. Die RBI übernahm dabei als Gesamtrechtsnachfolgerin zur Gänze die Rechte, Pflichten und Aufgaben der übertragenden Gesellschaft RZB.
Die RZB-Gruppe war die drittgrößte österreichische Bank. Die Bilanzsumme des RZB-Konzerns lag Ende 2016 bei rund 135 Mrd. Euro. Die RZB war Mitglied im Österreichischen Raiffeisenverband, der unter anderem für die Interessenvertretung aller österreichischen Raiffeisengenossenschaften verantwortlich zeichnet.

## Geschichte
Am 16. August 1927 fand die Gründungsversammlung der Aktionäre der Girozentrale der österreichischen Raiffeisengenossenschaften statt. Damit bekam die Raiffeisen Bankengruppe ein Spitzeninstitut, das bis 2017 als bundesweiter und internationaler Repräsentant und Koordinator der Gruppe agierte. Die Gründung erfolgte rund vier Jahrzehnte nach der Etablierung des ersten österreichischen Spar- und Darlehenskassenvereins nach dem System von Friedrich Wilhelm Raiffeisen.
Der ursprüngliche Unternehmensname lautete auf Girozentrale der österreichischen Genossenschaften. 1939 wurde er von den – nach dem Anschluss Österreichs eingesetzten – neuen deutschen Eigentümern in Genossenschaftliche Zentralbank der Ostmark Aktiengesellschaft sowie 1942 in Genossenschaftliche Zentralbank Wien Aktiengesellschaft geändert. Ab 1953 lautete der neue Name Genossenschaftliche Zentralbank Aktiengesellschaft. Es war auch die Kurzform GZB gebräuchlich. Seit 1989 hieß die Bank Raiffeisen Zentralbank Österreich Aktiengesellschaft. Als Kurzform wurde RZB verwendet.
Gegründet primär als Liquiditätsausgleichsstelle der Raiffeisen Bankengruppe, hatte das Institut bereits in den ersten zehn Jahren sowohl seine Geschäftsfelder – etwa Devisen- und Valutenverkehr, Kreditvergabe, Einlagenannahme und Veranlagung in Wertpapieren – als auch den Personalstand – auf 85 Mitarbeiter – deutlich ausgeweitet.
1938 wurde die Bank – am Folgetag des Anschlusses an das Deutsche Reich – von einem kommissarischen Leiter übernommen und in der Folge verstaatlicht. Erst 1955 ging die Bank wieder in das Eigentum der Vorkriegsaktionäre über.

### Weichenstellung in den 1950er Jahren
In den 50er Jahren begann die GZB ihr Auslandsgeschäft auf- und auszubauen. Dieser Schritt schlug sich auch deutlich im Wachstum der Bank nieder, die 1957 schon knapp 200 Mitarbeiter beschäftigte. Ende der 50er Jahre begann die Bank, Spezialgesellschaften zu gründen oder sich an diesen zu beteiligen. Durch die Zusammenarbeit im Verbund ermöglichte das Institut so auch jeder einzelnen Raiffeisenbank, ihren Kunden eine universelle Dienstleistungspalette anzubieten. Mit der Gründung der Raiffeisen Bausparkasse, der Raiffeisen Versicherung, der Raiffeisen Leasing und anderer Spezialgesellschaften wurde das Produktportfolio der Raiffeisen Bankengruppe weiter verbreitert.

### Start der Osteuropa-Expansion in den 1980ern
Neben ihrer Stellung als eine der größten Kommerz- und Investmentbanken in Österreich baute die RZB bereits in den 80er Jahren ein weiteres Standbein auf und gründete 1986 die heutige Raiffeisen Bank in Budapest. Die frühe strategische Entscheidung, in Zentral- und Osteuropa (CEE) Fuß zu fassen, war wegweisend für die Geschichte der RZB. Ab 1991, nach dem Zusammenbruch der kommunistischen Regimes, setzte die RZB ihre Expansion in CEE konsequent um und baute zunächst durch Bankgründungen ein tragfähiges Netzwerk auf, das ab dem Jahr 2000 durch Akquisitionen ergänzt wurde.
Die RZB betrachtete CEE ebenso wie Österreich als ihren Heimmarkt. Die Tochterbank und Rechtsnachfolgerin Raiffeisen Bank International, die aus der RZB heraus gegründet wurde und an der die RZB zuletzt rund 60,7 Prozent hielt – die restlichen Anteile befanden sich im Streubesitz –, betreibt eines der größten Bankennetzwerke in CEE.

## Eigentümer
Die RZB stand zu knapp 90 Prozent im Besitz der acht österreichischen Raiffeisenlandesbanken. Weitere Gesellschafter waren unter anderem:
- die UNIQA Versicherungen AG (2,53 Prozent),
- der Lagerhauskonzern RWA Raiffeisen Ware Austria (2,40 Prozent),
- die Landes-Hypothekenbank Steiermark (0,57 Prozent).
- die Österreichischen Volksbanken (4,64 Prozent).

## Spezialunternehmen
Fast alle Spezialunternehmen der Raiffeisen Bankengruppe waren auch Tochterunternehmen der RZB. Dazu zählten unter anderem:
- Valida Holding AG (Unternehmensgruppe, die in den Geschäftsfeldern „Pensionskasse“, „Vorsorgekasse“ und „Vorsorgeberatung“ tätig ist)
- Raiffeisen Bausparkasse
- Raiffeisen Capital Management
  - Raiffeisen Kapitalanlagegesellschaft
  - Raiffeisen Salzburg Invest Kapitalanlage
  - Raiffeisen Immobilien Kapitalanlage GmbH
- Raiffeisen Datennetz Gesellschaft m.b.H.
- Raiffeisen evolution project development GmbH
- Raiffeisen Factor Bank AG
- Raiffeisen Informatik GmbH
- Raiffeisen Investment AG (RIAG)
- Raiffeisen-Leasing GmbH
- Raiffeisen Versicherung (100 %-Tochterunternehmen der UNIQA Versicherungen AG)
- Raiffeisen Wohnbaubank
- RSC Raiffeisen Service Center GmbH
- Raiffeisen Software GmbH

## Raiffeisen Bank International AG
Hauptartikel: Raiffeisen Bank International
Über die börsennotierte Tochter Raiffeisen Bank International (RBI) betrieb die RZB ein Bankennetzwerk in Zentral- und Osteuropa. Praktisch die gesamte Region wurde durch Tochterbanken, Leasingunternehmen und andere Finanzdienstleistungsunternehmen abgedeckt. Ende 2016 betreute die RBI in mehr als 2.500 Filialen rund 14,1 Millionen Kunden.

## Beteiligungen
Die Raiffeisen Zentralbank, die Raiffeisenlandesbanken und die Raiffeisen-Holding Niederösterreich-Wien hielt bzw. halten zahlreiche Beteiligungen an Unternehmen der verschiedensten Branchen. Die bekanntesten davon sind:
- die UNIQA Versicherungen AG
- die Agrana,
- die Bauholding Strabag,
- die Mediaprint (Kurier),
- die Landeshypothekenbanken für Salzburg und Steiermark,
- Österreichische Lotterien.